# Руис, Давид (футболист)
Давид Антонио Очоа Посас (исп. David Antonio Ochoa Posas), более известный как Давид Руис (исп. David Ruiz; род. 8 февраля 2004, Майами, Флорида) — гондурасский футболист, полузащитник клуба «Интер Майами» и сборной Гондураса.

## Клубная карьера
Руис — воспитанник клуба американского «Интер Майами». 16 апреля 2022 году он дебютировал за «Интер Майами II» в MLS Next Pro в матче против «Нью-Йорк Сити II», выйдя на замену во втором тайме вместо Бракстона Наджиба. 24 марта 2023 года «Интер Майами» взял Руиса в краткосрочную аренду, и на следующий день в матче против «Чикаго Файр» он дебютировал в MLS, заменив в конце второго тайма Родольфо Писарро. 28 апреля «Интер Майами» подписал с Руисом контракт по правилу доморощенного игрока до конца сезона 2025 с опциями продления на сезоны 2026 и 2027. 13 мая в матче против «Нью-Инглэнд Революшн» он забил свой первый гол в MLS, а также отдал голевую передачу.

## Международная карьера
Руис был включён в состав сборной Гондураса до 20 лет на молодёжный чемпионат мира 2023.